# Lilje Lopes Patey
Lilje Lopes Patey, född 15 februari 2007, är en norsk kortdistanslöpare.

## Karriär
Lopes Patey gjorde internationell mästerskapsdebut vid U18-EM 2024 i Banská Bystrica, där hon blev utslagen i semifinalen på 400 meter med en tid på 54,67 sekunder. Lopes Patey var även en del av det norska laget som slutade på sjunde plats på 1 000 meter stafett med tiden 2.08,14. Följande år blev hon utslagen i semifinalen på 400 meter vid U20-EM 2025 i Tammerfors med en tid på 54,25 sekunder. Lopes Patey var även en del av det norska laget som slutade på sjätte plats på 4×400 meter med tiden 3.36,38.
Lopes Patey har blivit norsk inomhusmästare en gånger på 4×200 meter (2025).

## Personliga rekord
- 300 meter: 38,69 s, 13 juli 2024 i Oslo (norskt U18-rekord)
- 400 meter: 53,67 s, 28 juni 2025 i Mannheim
  - 400 meter (inomhus): 54,80 s, 31 januari 2025 i Ulsteinvik